# Redwood (Texas)
Redwood è un census-designated place degli Stati Uniti d'America situato nella contea di Guadalupe dello Stato del Texas.
La popolazione era di 4.338 persone al censimento del 2010. Fa parte dell'area metropolitana di San Antonio.

## Geografia fisica
Redwood è situata a 29°48′53″N 97°54′48″W (29.814750, -97.913375).
Secondo lo United States Census Bureau, ha un'area totale di 5,9 miglia quadrate (15 km²), di cui 0,1 miglia quadrate (0,26 km², 1.18%) d'acqua.

## Società

### Evoluzione demografica
Secondo il censimento del 2000, c'erano 3.586 persone, 901 nuclei familiari e 785 famiglie residenti nella città. La densità di popolazione era di 610,6 persone per miglio quadrato (235,9/km²). C'erano 946 unità abitative a una densità media di 161,1 per miglio quadrato (62,2/km²). La composizione etnica della città era formata dal 48,13% di bianchi, l'1,53% di afroamericani, lo 0,89% di nativi americani, lo 0,11% di asiatici, lo 0,03% di isolani del Pacifico, il 44,73% di altre razze, e il 4,57% di due o più etnie. Ispanici o latinos di qualunque razza erano l'84,16% della popolazione.
C'erano 901 nuclei familiari di cui il 58,7% aveva figli di età inferiore ai 18 anni, il 63,9% aveva coppie sposate conviventi, il 13,4% aveva un capofamiglia femmina senza marito, e il 12,8% erano non-famiglie. Il 7,9% di tutti i nuclei familiari erano individuali e il 2,1% aveva componenti con un'età di 65 anni o più che vivevano da soli. Il numero di componenti medio di un nucleo familiare era di 3,98 e quello di una famiglia era di 4,16.
La popolazione era composta dal 39,1% di persone sotto i 18 anni, l'11,2% di persone dai 18 ai 24 anni, il 32,5% di persone dai 25 ai 44 anni, il 14,2% di persone dai 45 ai 64 anni, e il 2,9% di persone di 65 anni o più. L'età media era di 25 anni. Per ogni 100 femmine c'erano 110,4 maschi. Per ogni 100 femmine dai 18 anni in giù, c'erano 107,3 maschi.
Il reddito medio di un nucleo familiare era di 30.132 dollari, e quello di una famiglia era di 31.559 dollari. I maschi avevano un reddito medio di 20.918 dollari contro i 14.816 dollari delle femmine. Il reddito pro capite era di 8.525 dollari. Circa il 16,6% delle famiglie e il 18,5% della popolazione erano sotto la soglia di povertà, incluso il 20,9% di persone sotto i 18 anni enessuno di 65 anni o più.